# Haval Dagou
La Haval Dagou (in cinese 大 狗; pinyin Dàgǒu), chiamata anche Haval Big Dog, è un'autovettura prodotta dal 2020 dalla casa automobilistica cinese Great Wall Motors con il marchio Haval.

## Nome
Il nome "Big Dog" è stato selezionato attraverso un sondaggio indetto dalla Haval. Anche i colori della carrozzeria e gli allestimenti riprendono il nome di razze canine, a partire dal livello di allestimento "Husky" fino a quello superiore "Pastore belga". 

## Descrizione
La vettura, che è stata presentata nel 2020 al salone di Chengdu, è un SUV di medio-grandi dimensioni disponibili sia con schema tuttoavanti che con le quattro ruote motrici, realizzato sulla piattaforma monoscocca denominata Lemon condivisa con la terza generazione della Haval H6. Il motore è montato trasversalmente e utilizza sospensioni McPherson per l'asse anteriore e multi-link per l'asse posteriore.
A spingere la vettura c'è un motore turbo da 1,5 litri con nome in codice GW4B15A che produce 169 cavalli e 285 Nm di coppia.